# 2А20
У-5ТС «Молот» (Индекс ГРАУ — 2А20) — советская 115-мм гладкоствольная танковая пушка среднего танка Т-62. Разработана в Свердловском ОКБ-9.

## История создания
С постановкой на вооружение Советской армии новой 100-мм гладкоствольной противотанковой пушки Т-12, выяснилось, что бронепробиваемость её бронебойного снаряда выше в 1,5 раза, чем у 100-мм нарезных пушек того времени. Узнав об этом, Н. С. Хрущёв предложил установить в танк Т-62 аналогичное орудие, которое могло бы использовать выстрелы 2А19. Однако, возникла проблема с использованием выстрелов 2А19, длина которых составляла 1200 мм, поэтому заряжание было невозможно из-за ограничений диаметра погона танка. Кроме того, в конце 1950-х годов, на западе появились танковые пушки большего калибра, поэтому появилась политическая необходимость в создании танка с пушкой большего калибра. В то же время, Л. Н. Карцев выдвинул предложение убрать нарезы из существующей пушки Д-54, за счёт чего увеличить калибр орудия. Разработкой орудия занялось ОКБ-9, по результатам работ была изготовлена пушка У-5ТС, получившая индекс ГРАУ 2А20. В 1959 году 2А20 была принята на вооружение в составе среднего танка Т-62.

## Боевое применение
В ходе боевого применения зафиксировано по меньшей мере два случая когда из пушки У-5ТС «Молот» сбивались вертолёты — первый иранский AH-1J (с/н 2-4553) 28 апреля 1981 года, второй израильский Hughes 500 MD (с/н 0615) 11 июня 1982 года.

## Описание конструкции
Основными составляющими тела 2А20 являлись ствол, состоявший из трубы, которая скреплялась кожухом в каморной части, казённик и эжектор, находившийся на расстоянии 2050 мм от дульного среза. Для увеличения эффективности продувки ствола положение отверстий под шаровой клапан и сопла было изменено в сторону большего действия пороховых газов. Максимальное давление пороховых газов в канале ствола достигает 3650 кгс/кв. см. В пушке использовался горизонтально-клиновой тип затвора и пружинная полуавтоматика. Ударно-спусковой механизм состоял из электрического спуска, в действие который приводился путём нажатия кнопки на рукоятке стабилизатора. Также имелся механизм-дублёр в виде спускового рычага, находившийся на маховике подъёмного механизма. Ручной спуск производился с помощью рукоятки, расположенной в левом щитке ограждения.
Ствольная группа крепилась в люльке обойменного типа, конструкция которой представляла собой сваренные между собой литые половинки корытообразной формы. В некоторых моделях 2А20 применялась цельнолитая люлька. Для установки сектора подъёмного механизма справа на люльке имелись приливы. В обоймах казённика крепились цилиндры гидравлических противооткатных устройств. Нормальная длина отката составляет 350—415 мм, предельная — 430 мм.

### Применяемые боеприпасы

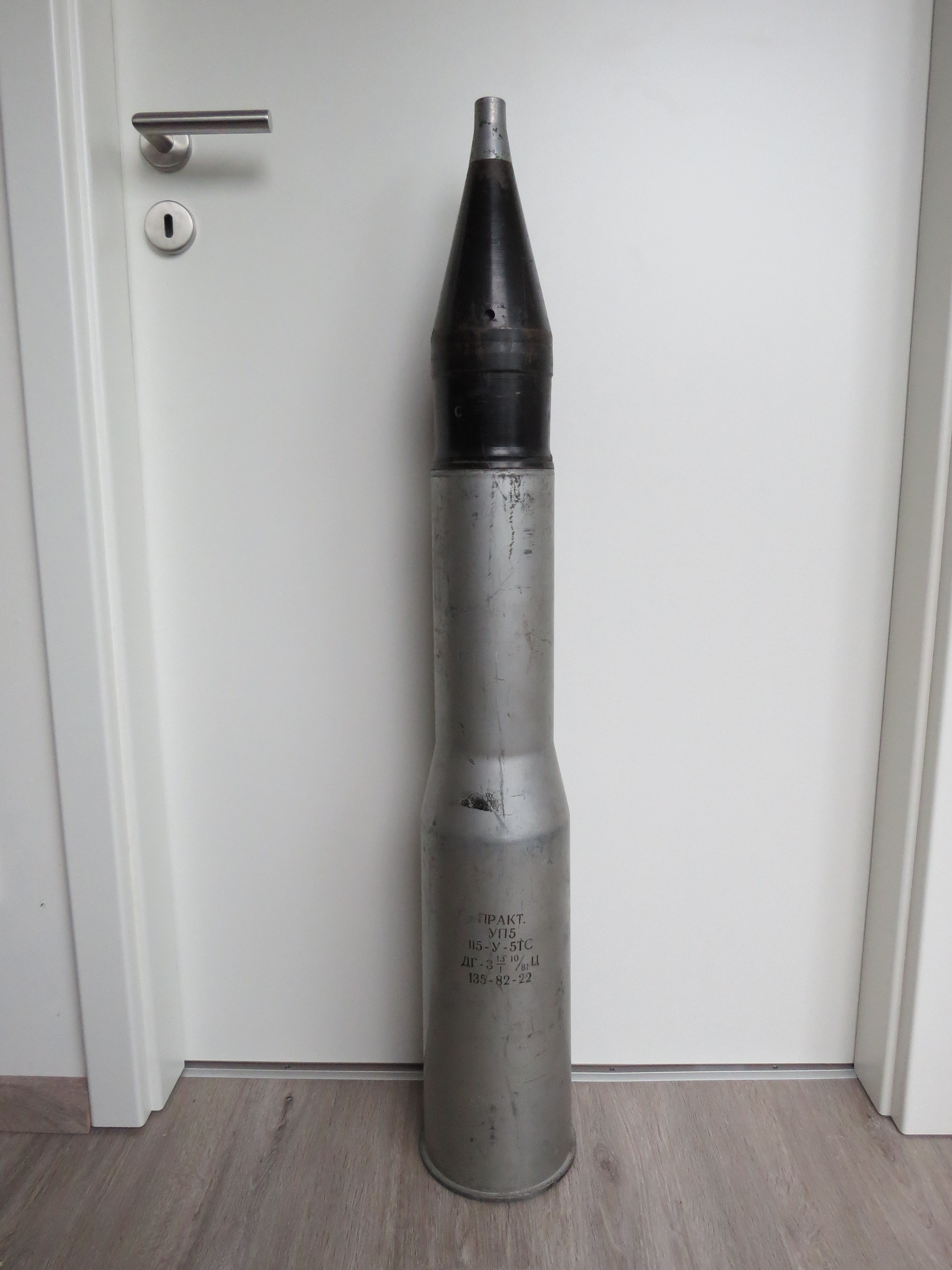
3ОФ11

| Таблица ТТХ выстрелов, используемых для стрельбы из пушки 2А20 |                |                         |                    |                                |                              |                        |
| Индекс выстрела                                                | Индекс снаряда | Начальная скорость, м/с | Масса выстрела, кг | Масса снаряда (с поддоном), кг | Масса взрывчатых веществ, кг | Бронепробиваемость, мм |
| Бронебойные подкалиберные снаряды                              |                |                         |                    |                                |                              |                        |
| 3УБМ3                                                          | 3БМ3           | 1650                    | 22                 | 2,8 (4,0)                      | —                            | 300                    |
| 3УБМ4                                                          | 3БМ4           | 1650                    | 22                 | 3,2 (5,5)                      | —                            | 250                    |
| 3УБМ5                                                          | 3БМ6           | 1680                    | 22                 | 3,9 (5,4)                      | —                            | 228                    |
| 3УБМ9                                                          | 3БМ21          | 1600                    | 23,5               | 4,5 (6,1)                      | —                            | 420                    |
| 3УБМ13                                                         | 3БМ28          | 1650                    | 24                 | 4,89 (6,7)                     | —                            | 380                    |
| 3УБМ17                                                         | 3БМ36          |                         |                    |                                | —                            | 430                    |
| Бронебойные кумулятивные снаряды                               |                |                         |                    |                                |                              |                        |
| 3УБК3                                                          | 3БК4           | 950                     | 26                 | 12,97                          | 1,48                         | 440                    |
| 3УБК3М                                                         | 3БК4М          | 950                     | 26,6               | 12,98                          | 1,48                         | 440                    |
| 3УБК7                                                          | 3БК15          |                         |                    |                                |                              |                        |
| 3УБК7М                                                         | 3БК15М         | 1060                    | 26,3               | 12,2                           |                              |                        |
| Осколочно-фугасные снаряды                                     |                |                         |                    |                                |                              |                        |
| 3УОФ1                                                          | 3ОФ11          | 905                     | 28                 | 14,86                          | 2,64                         | —                      |
| 3УОФ6                                                          | 3ОФ18          | 750                     | 30,8               | 17,86                          | 2,8                          | —                      |
| 3УОФ37                                                         | 3ОФ27          | 800                     | 30,75              | 17,82                          | 3,13                         | —                      |
| Шрапнельные снаряды                                            |                |                         |                    |                                |                              |                        |
| 3УШ2                                                           | 3Ш6            |                         |                    | 17,4                           | 0,08                         | —                      |
| Управляемое вооружение                                         |                |                         |                    |                                |                              |                        |
| 3УБК10-2                                                       | 9М117          | 370                     | 28                 | 18,8                           |                              | 660                    |
| 3УБК10М-2                                                      | 9М117М         |                         | 30,7               |                                |                              | около 600              |
| 3УБК23-2                                                       | 9М117М1        |                         | 28                 |                                |                              | 850                    |

## Модификации
2А21 — 115-мм пушка Д-68 для установки в средний танк Т-64 с такой же баллистикой, но раздельным заряжанием

## Куда устанавливалось
- Объект 166 — советский средний танк Т-62
- Объект 167 — советский опытный средний танк
- Объект 435 — советский опытный средний танк

### Сноски
1. ↑  Пробиваемость для подкалиберных снарядов указана при воздействии на гомогенную стальную броню при угле наклона 0° на дальности 1000 м
2. ↑  Бронепробиваемость за динамической защитой
3. ↑  Бронепробиваемость за динамической защитой
4. ↑  Бронепробиваемость за динамической защитой